# Chionaema barisana
Chionaema barisana là một loài bướm đêm thuộc phân họ Arctiinae, họ Erebidae.